# Boris Baltschun
Boris Baltschun (* 1974 in Bremen) ist ein deutscher Improvisationsmusiker und Klangkünstler (Synthesizer, Computer).

## Leben und Wirken
Baltschun begann als Kind, Klavier zu spielen. Als Jugendlicher war er Mitglied verschiedener Bands und Ensembles und begann zu komponieren. Er studierte elektronische Musik am Institut für Sonologie des Koninklijk Conservatorium Den Haag bei Clarence Barlow, Joel Ryan, Richard Barrett und Konrad Boehmer. Seit 1999 arbeitet er mit Serge Baghdassarians zusammen; zur Realisation ihrer Ideen bedienen sie sich unterschiedlicher Medien (Klangerzeuger, Skulptur, Radio, Video, Tonträger). Die resultierenden Hörstücke, Bildwerke und Performances wurden auf Festivals, in Museen und Instituten wie dem California Institute of the Arts, im Musée d’Art Moderne et Contemporain de Strasbourg und im ZKM Karlsruhe präsentiert; im Deutschlandradio Kultur wurden die Hörstücke „Audioguide“ (2010) und „Bodybuilding“ (2011) erstgesendet. 2017 nahmen sie an der documenta 14 teil und realisierten eine Installation auf den Donaueschinger Musiktagen. Baltschun arbeitete des Weiteren mit Burkhard Beins, Kai Fagaschinski, Günter Christmann sowie in den Formationen The Pitch und dem Splitter Orchester. 

## Preise und Auszeichnungen
Gemeinsam mit Baghdassarians erhielt er 2012 den Karl-Sczuka-Preis für die Soundperformance Bodybuilding und ein Villa-Aurora-Stipendium. Er war Artist in Residence an der Cité des Arts, Paris und am Steim in Amsterdam; ferner erhielt er ein Stipendium des Berliner Senats.